# Paraguays herrlandslag i volleyboll
Paraguays herrlandslag i volleyboll (spanska: Selección de voleibol de Paraguay) representerar Paraguay i volleyboll på herrsidan. Det var mest framgångsrikt under 1950- och 1960-talen då det bland annat deltog i VM en gång (1960) och hade flera topp fyra-placeringar i sydamerikanska mästerskapet.

### Fotnoter
1. 1 2 3 4 5 6 7 8 9 10 11 12 13 14 15 16 17 18 19 20 21 22 23 24  ”Sud. Mayores - Masculino” (på engelska). Confederación Sudamericana de Voleibol. http://www.voleysur.org/v2/resultados/rankingpiso.asp?c=MayoresMasculino. Läst 20 november 2023.
2. ↑  Senaste tillfället då någon kontrollerade att de inmatade tabelluppgifterna stämmer. Uppgifter kan ha matats in senare utan att kontrolleras av någon annan